# Histoires (Tacite)
Pour les articles homonymes, voir Histoire (homonymie).

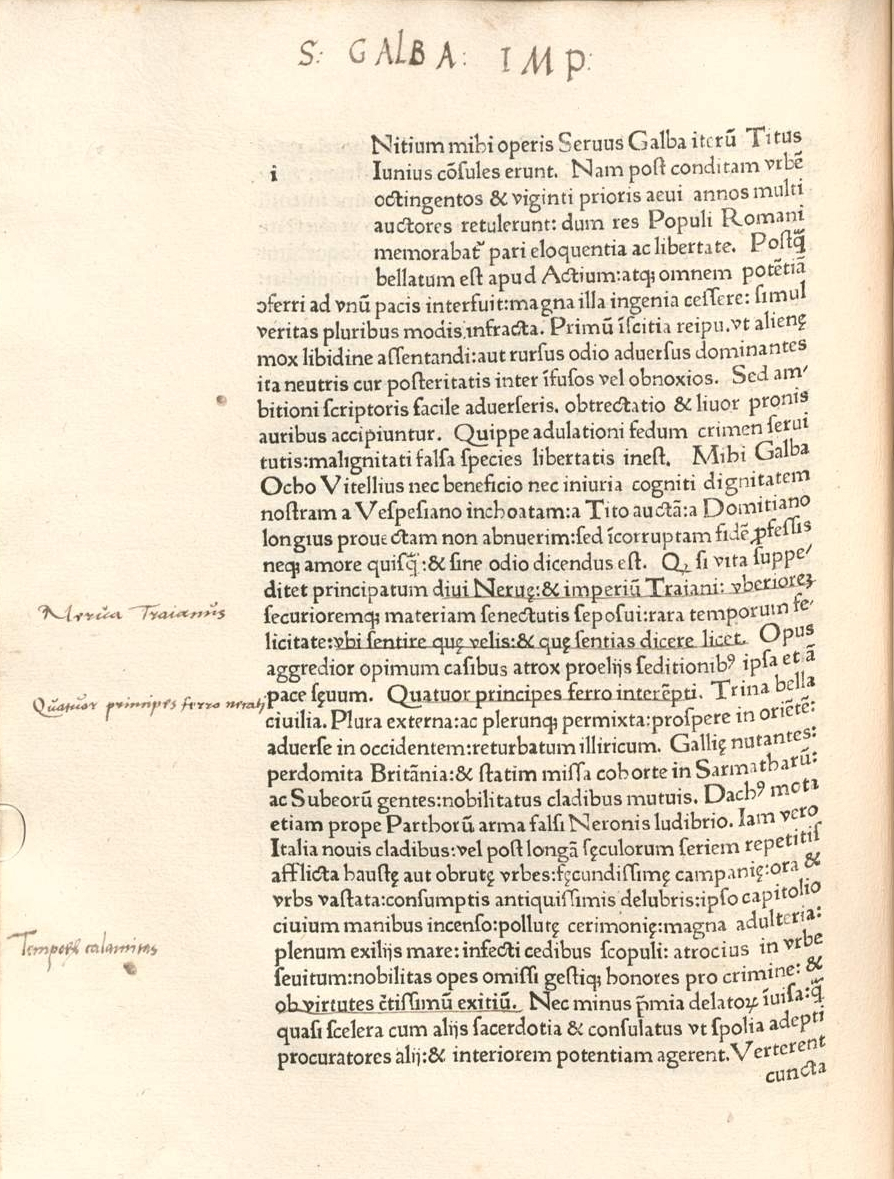
Incipit des Histoires dans l'édition princeps.

Les Histoires (en latin Historiae) est une œuvre de Tacite. Elles décrivent année par année l'histoire de l'Empire romain, à partir du 1er janvier 69, c’est-à-dire de l'avènement de Galba. Seuls sont parvenus à l'époque moderne les quatre premiers livres et le début du cinquième, s'arrêtant à l'année 70 au début du règne de Vespasien.

## Le projet historique
Pierre Grimal place la rédaction des Histoires entre 104 et 108 ou 109, tandis que Pierre Wuilleumier situe leur parution  entre 106 et 109. Deux modèles d'approche historique sont connus lorsque Tacite rédige, les annales, série d'événements par année, selon le calendrier politique romain, comme l'a fait Tite-Live, ou l'approche grecque de Polybe et Thucydide, qui rassemble les faits, en analyse les causes et en tire des leçons. Tacite adopte la forme annalistique, en compensant les juxtapositions sèches et hachées d'événements par une technique rhétorique qui leur donne de l'ampleur.
Selon Jérôme de Stridon, l'œuvre complète de Tacite comptait 30 livres, on considère en général que les Histoires occupaient 12 livres de ce total.
Il en reste néanmoins aujourd'hui seulement 5 : l'intégralité des 4 premiers livres et les 26 premiers chapitres du livre V.
Tacite dans le préambule du livre I précise son projet historique, couvrir les règnes de Tibère jusqu'à Trajan, qu'il rédigera dans sa vieillesse. Il omet donc Jules César et Auguste, réserve une première période aux descendants d'Auguste, de Tibère à Néron, avec des successions dynastiques qui terminent de façon catastrophique en 68, qu'il traite dans les Annales. Tacite fait partir ensuite les Histoires au règne de Galba, période d'anarchie puis de lente restauration de l'État avec Nerva et Trajan. Les derniers livres sont perdus, la partie des Histoires conservée s'arrête en 70, peu après la mort de Vitellius. Dans une lettre à Tacite, Pline le Jeune plaisante sur son espoir de figurer dans les Histoires, et lui fournit une anecdote judiciaire.

## Manuscrits sources
Jusqu'au milieu du XXe siècle, le texte des Histoires n'a pu être établi qu'à partir d'un seul manuscrit du XIe siècle copié au Mont-Cassin, le Mediceus II ou Medicus alter, rédigé en minuscule bénéventine. Découvert en 1470, il est conservé à la Bibliothèque Laurentienne de Florence. Deux feuillets de ce manuscrit manquent, et l'écriture a pâli au point d'être parfois illisible. Seize autres manuscrits (ou dix-sept en tenant compte d'un codex perdu depuis) ont été récupérés, certains de ceux-ci ont aidé à la reconstitution des parties perdues du Mediceus II. Les études comparatives de ces nombreux manuscrits se sont étalées sur plusieurs siècles, et ont établi au début du XIXe siècle que ces manuscrits ne sont que des copies du Mediceus II. Ce dernier devient le document de référence pour la reconstitution du texte latin et la traduction d'Henri Goelzer en 1921 et pour les traductions ultérieures.

## Structure

### Livre I: Galba et Othon ou le triomphe d'Othon
- Galba adopte Pison comme successeur potentiel.
- Révolte de Vitellius.
- Mutinerie des prétoriens à Rome.

### Livre II: Othon et Vitellius, ou le triomphe de Vitellius
- Engagement en Orient des légions de Vespasien.
- Victoire de l'armée de Vitellius à Bédriac.
- Suicide d'Othon
- Description du règne de Vitellius, réputé pour sa goinfrerie et sa mollesse.

### Livre III: Vitellius et Vespasien, ou le triomphe de Vespasien
- Les légions de Vespasien arrivent en Italie.
- Victoire sur Vitellius à Bédriac.
- Siège et prise de Crémone.
- Agitation dans les provinces.
- Siège et incendie du Capitole.
- Mort de Vitellius.

### Livre IV: Julius Civilis
- Les Bataves se soulèvent sous la conduite de Julius Civilis : ils assiègent le camp de Vétéra.
- Civilis veut entrainer toute la Gaule dans la révolte, mais, après s'être réunies à Reims, les cités gauloises décident de rester fidèles à l'Empire.

### Livre V: Titus devant Jérusalem
- Événements de l'année 70.
- Titus commence le siège de Jérusalem et de Judée.

## Style
Pour Pierre Grimal, le style de Tacite ne peut être ressenti par les traductions : « La brusquerie des tours, les phrases sans verbe, les formules brillantes calculées pour surprendre, tout cela ne peut être découvert que dans le texte latin ».
Pour Jacques Perret, Tacite dans ses ouvrages reprend des effets de style de l'historien Salluste : dissymétrie des tournures, vocabulaire archaïsant, emploi de l'infinitif de narration, pourtant passé de mode depuis plus d'un siècle à l'époque de Tacite. Ces expressions viennent élever la préface du livre I des Histoires vers l'emphase et le pathétique.

## Éditions traduites en français
- Tacite (trad. Jean-Louis Burnouf), Histoires, 1859 (lire sur Wikisource).
- (la + fr) Tacite (trad. Henri Goelzer, texte latin établi par Henri Goelzer), Histoires, Paris, Les Belles Lettres, 1921.
- Henri de la Ville de Mirmont, « Compte-rendu de lecture des Histoires, texte établi et traduit par Henri Goelzer », Revue des Études Anciennes, t. 24, no 4,‎ 1922, p. 353-355 (lire en ligne)
- Tacite (trad. Jean-Jacques Rousseau), Traduction du premier Livre de l’histoire de Tacite (lire sur Wikisource)

- (la + fr) Tacite (trad. Pierre Wuilleumier et Henri Le Bonniec, annot. par Joseph Hellegouarc'h), Histoires, livre I, t. I, Paris, Les Belles Lettres, 1987.
- (la + fr) Tacite (trad. Henri Le Bonniec, annot. par Joseph Hellegouarc'h), Histoires, livres II et III, t. II, Paris, Les Belles Lettres, 1989.
- (la + fr) Tacite (trad. Henri Le Bonniec, annot. par Joseph Hellegouarc'h), Histoires, livres IV et V, t. III, Paris, Les Belles Lettres, 1992 (ISBN 9782251013589).
- Tacite (trad. Pierre Grimal), Œuvres complètes, Paris, Gallimard, coll. « La Pléiade », 1990, LX+1180.